# 도제조
도제조(都提調)는 조선시대 육조의 서가문(屬衙文)이나 군영의 자문관 또는 최고위원이었다. 조선 전기 육조의 관할 구역 중 국왕의 권력이나 국정, 외교와 관련된 중요한 시설에는 도제조가 참여하여 인사나 행정 등 주요 사항에 대해 자문을 하게 하였다. 영의정, 좌의정 등 현·퇴임 의정에게 겸직되었으나 왕의 친인척들이 왕실업무를 담당하는 종부시(宗簿寺) 관련 직위를 겸직하였다.

## 같이 보기
- 영의정
- 육조
- 조선의 정치
- 한국의 역사